# La Moleta (Alfara de Carles)
La Moleta és una muntanya de 812 metres que es troba al municipi d'Alfara de Carles, a la comarca catalana del Baix Ebre.
La Moleta sempre ha estat molt relacionada amb la vila de Xerta, de fet, la seva singular silueta està recollida al logotip del centre excursionista d'aquell municipi.
Aquest cim està inclòs al llistat dels 100 cims de la FEEC.